# Gaucelmus
Genre
Gaucelmus est un genre d'araignées aranéomorphes de la famille des Synotaxidae.

## Distribution
Les espèces ce genre se rencontrent en Amérique centrale, en Amérique du Nord et aux Antilles.

## Liste des espèces
Selon World Spider Catalog (version 23.5, 06/10/2022) :
- Gaucelmus augustinus Keyserling, 1884
- Gaucelmus calidus Gertsch, 1971
- Gaucelmus cavernicola (Petrunkevitch, 1910)
- Gaucelmus pygmaeus Gertsch, 1984
- Gaucelmus strinatii Brignoli, 1979
- Gaucelmus tropicus Gertsch, 1984

## Systématique et taxinomie
Ce genre a été décrit par Keyserling en 1884 dans les Theridiidae. Il est placé en synonymie avec Nesticus par Simon en 1895. Il est relevé de synonymie dans les Nesticidae par Gertsch en 1971. Il est placé dans les Synotaxidae par Ramírez, Magalhaes, Pizarro-Araya, Ballarin, Marusik et Eskov en 2022.

## Publication originale
- Keyserling, 1884 : Die Spinnen Amerikas II. Theridiidae. Nürnberg, vol. 1, p. 1-222  (texte intégral).